# دن بارو
دن بارو (انگلیسی: Dan Barrow; ۲۲ ژوئیهٔ ۱۹۰۹ – ۴ نوامبر ۱۹۹۳) قایقران روئینگ اهل ایالات متحده آمریکا بود.